# Премия имени Элайджи Пэриша Лавджоя (для журналистов)
Премия имени Элайджи Пэриша Лавджоя вручается ежегодно журналистам, которые проявили личную храбрость при проведении своих расследований. Премия названа в честь Элайджи Пэриша Лавджоя — американского издателя, который был убит из-за того, что отстаивал права чернокожих американцев. Премия была учреждена в 1952 году Университетом Колби и вручается ежегодно.

## Лауреаты
От Университета Колби
| Год  | Имя лауреата           |
| ---- | ---------------------- |
| 1952 | Джеймс Поуп            |
| 1953 | Ирвинг Диллиард        |
| 1954 | Джеймс Рассел Виггинс  |
| 1955 | Чарльз Спрейг          |
| 1956 | Артур Хейз Сульцбергер |